# Deuterophysa grisealis
Deuterophysa grisealis là một loài bướm đêm trong họ Crambidae.